# 杜伸
杜伸（1544年—1608年），字汝直，號冲宇、充菴，湖廣黃州府黃岡縣人，官籍，明朝政治人物。

## 生平
嘉靖四十三年（1564年）甲子科湖廣鄉試第七十七名舉人。隆慶五年（1571年）中式辛未科會試第二百五十一名，三甲第一百零九名進士。刑部觀政，授遂溪知县，丁憂歸。萬曆二年（1574年）复除宁陵县，四年（1576年），调任华亭县知县，六年（1577年）调任崇仁县、大足县，十一年升河间府同知，十五年升南京刑部郎中，改北京，二十二年（1593年）擢知南安府，所至以清直称。二十六年考察降用。萬曆三十三年（1605年）补两淮盐运司判官，三十四年（1606年）七月，晋四川佥事、松潘兵备道，三十六年卒于官。巡抚乔璧星为其治丧，发其箧，只有舊衣数袭而已，事闻，赠太仆寺少卿，赐祭葬

## 家族
曾祖杜永琳；祖父杜華，鹽課司正提舉；父杜鳴陽，字子凤，嘉靖癸卯科举人，官遂宁、江川二知縣，生六子。母閔氏。具庆下。兄杜修，萬曆己酉科武举解元。杜傑，字汝英，嘉靖戊午科举人，官長宁知县，娶朱廷相女。侄子杜應芳（杜傑子），萬曆丁未进士。
子桂芳，副榜。连云、凌云俱诸生。凌云字尔青，性至孝，值母丧七日，流贼猝至，人尽奔散。凌云独抚棺而哭曰：无伤我母棺。贼感其孝释之。